# Ashin
Ashin, pseudonimo di Chen Hsin-hung (Taipei, 6 dicembre 1975), è un cantante, scrittore e compositore taiwanese, frontman del gruppo alternative rock Mayday.

## Biografia
Ashin ha iniziato ad interessarsi alla musica durante gli anni del liceo, quando studiava arti visive. Durante gli anni scolastici ha incontrato tre di quelli che sarebbero stati suoi compagni di gruppo nei Mayday: il bassista Masa ed i chitarristi Monster e Stone. Nello stesso periodo, il cantante ha iniziato a comporre musica. La prima canzone composta da lui e pubblicata in un album è stata Hao Ju Hao San, per il cantante Richie Ren nel suo album Fei Niao del 2001.
Nella loro carriera, i Mayday hanno tenuto concerti a Taiwan, Singapore, Stati Uniti d'America, Giappone, Hong Kong, Malaysia, Corea del Sud, Cina ed Australia.

## Libri
- happy.BIRTH.day
- 浪漫的逃亡